# Carl-Adam Stjernswärd
Göran Carl-Adam Stjernswärd, född 18 augusti 1963, är en svensk guldsmed. Stjärnswärd har en guldsmeds- och designutbildning från London och driver sedan 1991 butiken och verkstaden Stjernswärd Juveler & Design på Östermalm i Stockholm. Stjernswärd har bland annat designat Fotbollskanalens hederspris.